# Yaakov Yossef
Yaakov Haï Yossef (en hébreu : יעקב יוסף), né à Jérusalem alors en Palestine mandataire le 18 octobre 1946 et décédé le 12 avril 2013 à Jérusalem est un homme politique israélien, membre du parti Shass et élu au Knesset (parlement d'Israël) entre 1984 et 1988.
Il est le fils du Rav Ovadia Yosef, chef spirituel du parti politique israélien Shass.

## Polémique
Yaakov Yossef est arrêté le 21 juillet 2011, quelques jours après Dov Lior pour les mêmes faits, celles de soutenir la « Torah Hamelech » (la Torah du Roi), un tract religieux justifiant le meurtre de goyim (non-Juifs) en temps de guerre avec l'assentiment de la Halakha (la Loi juive).
Il décède le 12 avril 2013 au centre médical Hadassah des suites d'un cancer du pancréas.